# Замок Корвінів
За́мок Ко́рвінів (рум. Castelul Corvinilor, Castelul Hunedoarei) — родове гніздо феодального роду Гуньяді на півдні Трансильванії, у сучасному румунському місті Хунедоара.

## Історія
Батько Матвія Корвіна, Янош Гуньяді, збудував його в середині XV століття на високій скелі біля річки Злаште.
Фортеця мала овальну форму, а єдина захисна вежа була розташована в північному крилі, в той час як з південного боку її закривала кам'яна стіна. У 1409 році, за бойові заслуги, Вайк (Войко) Гуньяді, батько Яноша Гуньяді, отримав фортецю і прилеглу землю в дар від короля Угорщини Сигізмунда.
Янош Гуньяді здійснив два етапи перебудови і розширення замку та прилеглої території. Перший етап припав на 1441—1446 рр, і за цей час було побудовано сім веж: чотири круглі і три трикутні. Другий етап проходив з 1446 року до 1453 року: саме тоді заклали каплицю, збудували основні зали і південне крило з підсобними приміщеннями.
Після смерті Яноша замок дістався його сину Матьяші (Матвій Корвін. За його наказом була побудована лоджія в північному крилі (також відома як «Лоджія Матьяша»), завершена каплиця і продовжені роботи з оздоблення замку. До того моменту замок перетворився на рідкісну для Східної Європи споруду, що сполучає в своїй зовнішності елементи пізньої готики та раннього Відродження.
З 1724 р. замок переходив від держави до держави. Спершу Австрії, згодом Австро-Угорщині, в даний час замок Корвінів належить Румунії.
Подейкують що через втрату прихильності Гуньяді, Влад III Дракула просидів 7 років у темниці Замку Корвінів.